# Jesenice (Brežice, Slovenija)
Jesenice je naselje u Općini Brežice u istočnoj Sloveniji. Jesenice se nalazi u pokrajini Dolenjskoj i statističkoj regiji Donjoposavskoj. 

## Stanovništvo
Prema popisu stanovništva iz 2002. godine Jesenice su imale 213 stanovnika.

### Etnički sastav
1991. godina:
- Slovenci: 177 (83,9%)
- Hrvati: 31 (14,7%)
- nepoznato: 1
- regionalno opredijeljeni: 1

## Vanjske poveznice
- Satelitska snimka naselja  Arhivirana inačica izvorne stranice od 29. srpnja 2017. (Wayback Machine)